# Balledent
Balledent is een gemeente in het Franse departement Haute-Vienne (regio Nouvelle-Aquitaine) en telt 210 inwoners (2005). De plaats maakt deel uit van het arrondissement Bellac.

## Geografie
De oppervlakte van Balledent bedraagt 12,2 km², de bevolkingsdichtheid is 17,2 inwoners per km².
De onderstaande kaart toont de ligging van Balledent met de belangrijkste infrastructuur en aangrenzende gemeenten.

## Demografie
Onderstaande figuur toont het verloop van het inwonertal (bron: INSEE-tellingen).